# Selje

Wappen von Selje

Selje war eine Kommune im Distrikt Nordfjord im Nordwesten der norwegischen Provinz Sogn og Fjordane (2020 Teil von Vestland geworden). Verwaltungszentrum war das gleichnamige Dorf im Südwesten. Im Zuge der Kommunalreform in Norwegen wurden Selje, Eid und der östliche Teil von Vågsøy zum 1. Januar 2020 zur neuen Gemeinde Stad zusammengelegt.
Auf einer Fläche von 226 km² lebten 2747 Einwohner (Stand: 1. Januar 2019). Die Kommunennummer war 1441. 

## Geographie und Verkehr
Selje lag im äußersten Nordwesten der Provinz Sogn og Fjordane auf der Halbinsel Stadlandet und den im Süden der Halbinsel im Røysetfjord vorgelagerten Inseln Selja, Barmøya und Venøya. Die höchsten Erhebungen auf Gemeindegebiet waren die 645 m hohe Tarvalseffa nordöstlich des Dorfs Selje auf Stadlandet und das 774 m hohe Kvamefjell auf dem Festland im Süden. Die Kommune grenzte im Osten an die Kommune Vanylven und im Süden an Vågsøy.
Wegen der oft sehr schweren Wetter- und Meeresverhältnisse vor der Halbinsel ist der Bau eines Schiffstunnels, des Stad Skipstunnel in Planung, der den etwa 2 km breiten Isthmus zwischen dem Moldefjord im Südwesten und dem Vanylvsfjord im Nordosten unterqueren soll. Ein Expressboot verkehrt täglich zwischen dem Bootshafen in Selje und Bergen.
Dörfer und Siedlungen in Selje waren Årsheim, Barmen, Drage, Ervik, Flatraket, Hoddevik, Håvik, Kjøde, Leikanger, Otneim und Vetrhus. Die vielen kleinen Siedlungen der Gemeinde waren durch vier Provinzstraßen miteinander verbunden: die Fv 618 im Süden und Westen, die Fv 620 entlang der Ostküste sowie die Fv 632 und Fv 633 im Norden der Halbinsel.

## Geschichte
Die Gemeinde war benannt nach der Insel Selja, auf der im 10. Jahrhundert Sunniva von Selje, die Schutzheilige der norwegischen Diözese Bjørgvin und ganz Westnorwegens, den Tod gefunden haben soll, auf der im Jahre 1068 das Bistum Selje, 1170 nach Bergen verlegt, errichtet wurde, und wo um 1100 das Benediktiner-Kloster Selje erbaut wurde, dessen Ruinen dort zu sehen sind.
Dragseidet, ein Thingplatz, sowie Nidaros und Moster, ein Ortsteil von Bømlo zwischen Haugesund und Bergen, sind der Überlieferung nach die drei Orte, an denen König Olav Tryggvason gegen Ende des 10. Jahrhunderts die Christianisierung Norwegens jeweils auf einer Thingversammlung durchsetze.
Die Kommune wurde am 1. Januar 1838 gegründet und umfasste damals das Gebiet der historischen Kirchengemeinde Selje mit der gesamten Halbinsel Stadlandet, der weiter südlich gelegenen Insel Vågsøy und einem Abschnitt auf dem Festland nördlich der Mündung des Nordfjords. Am 1. Januar 1910 wurde der südwestliche Teil der Kommune abgetrennt und zu zwei selbständigen Kommunen formiert, Nord-Vågsøy und Sør-Vågsøy. Aus dem nördlichen Bereich, zuvor Hove genannt, wurde die nunmehr Selje genannte Kommune mit damals 3.367 Einwohnern. Eine erneute Umgliederung erfolgte am 1. Januar 1964, als die Kommunen Nord-Vågsøy und Sør-Vågsøy mit einem kleinen Teil von Selje zur neuen Kommune Vågsøy zusammengefasst wurden. Selje verlor dabei die westlich von Barmøya gelegene Insel Silda und den Nordteil der zwischen dem Sørpollen und dem Ulvesund gelegenen Halbinsel mit den Siedlungen Osmundsvåg und Hagevik im Norden und Osten der Halbinsel und den Höfen Straumen und Sørpollen am Ost- bzw. Südufer des Sørpollen.
Das 1991 genehmigte Wappen der Kommune zeigt die heilige Sunniva, die als Märtyrin auf der Insel Selja starb.

## Wirtschaft
Die örtliche Wirtschaft war traditionell auf Fischfang und Landwirtschaft begründet, und beide spielen weiterhin wichtige Rollen. Hinzugekommen sind Fischzucht und Bootsbau (Saga Boats) sowie Dienstleistungen.

## Persönlichkeiten
- Claus Frimann (1746–1829), Pfarrer und Dichter

## Sehenswürdigkeiten

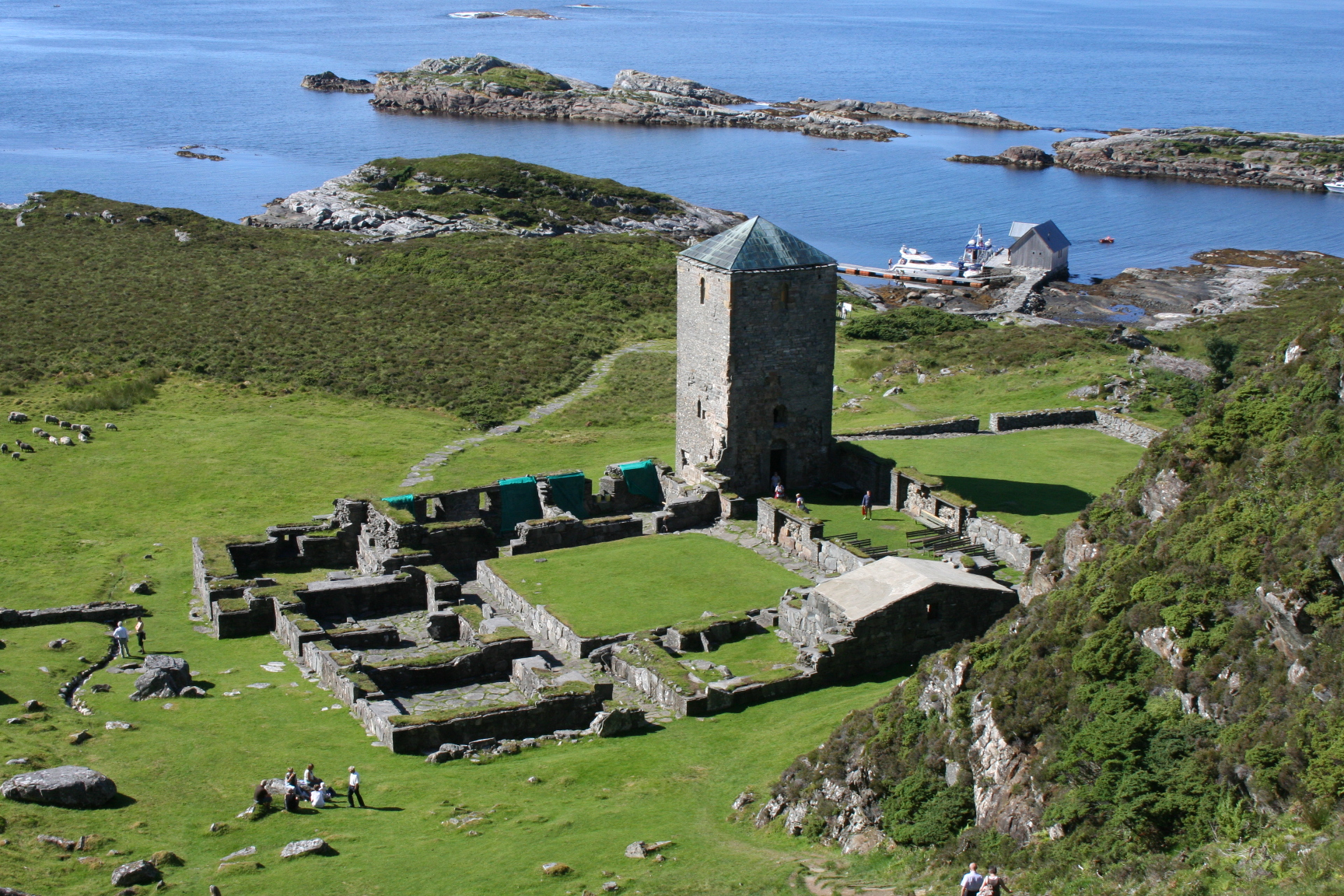
Ruinen des Klosters Selje
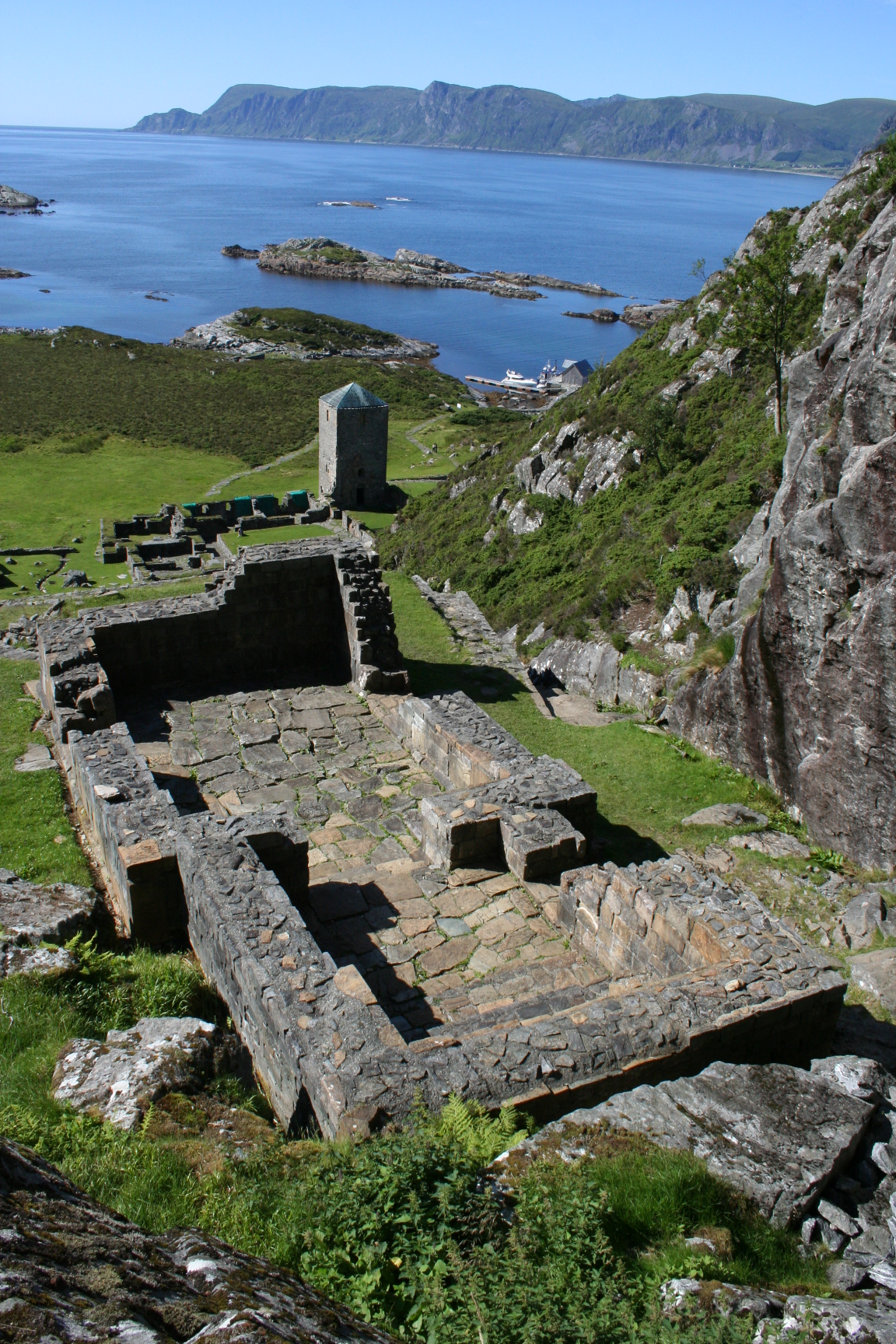
Reste der Sunniva-Kirche (vorn) und des Klosters Selje (hinten, mit Kirchturm)
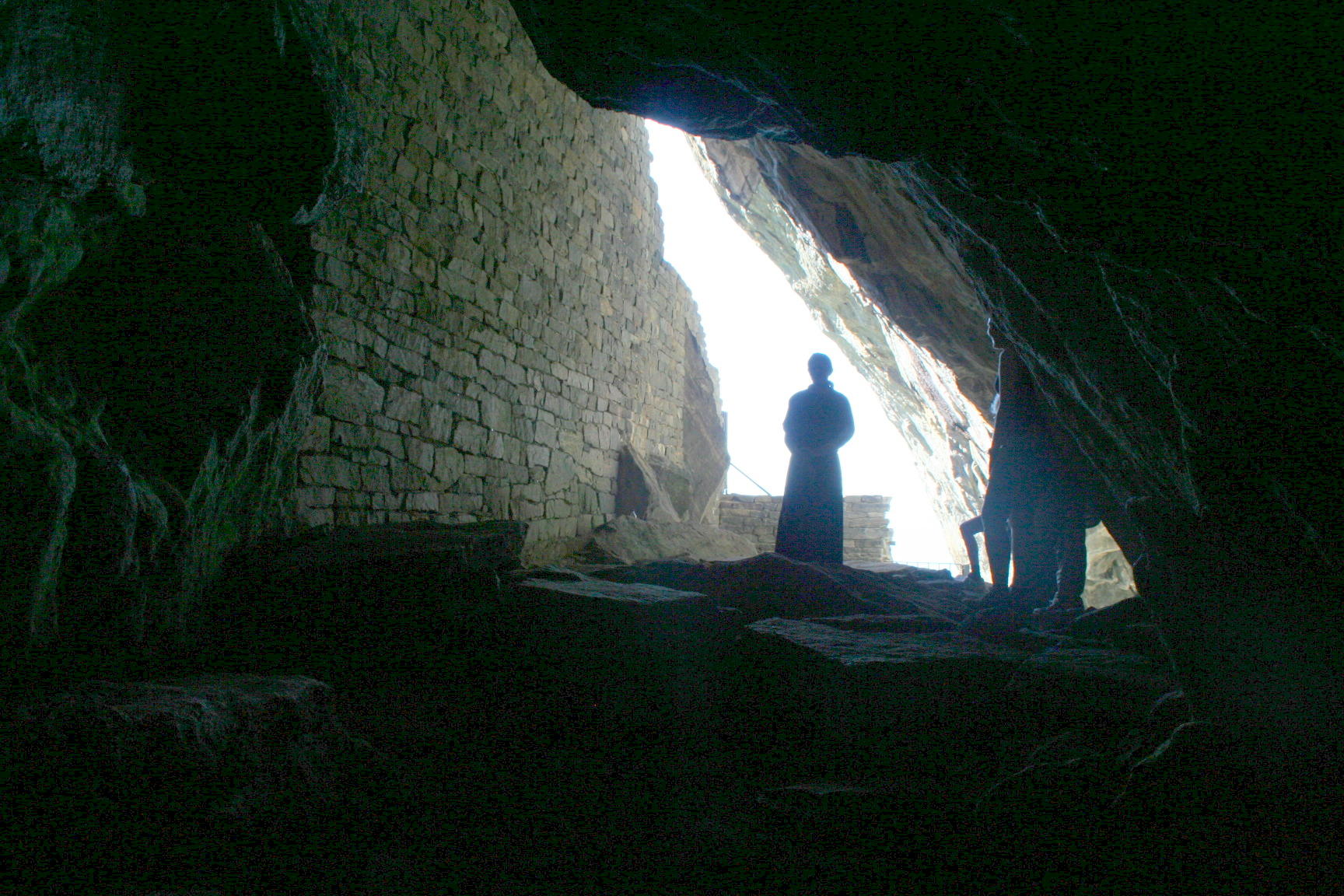
Höhle der Hlg. Sunniva mit Resten der Mikaelskirche
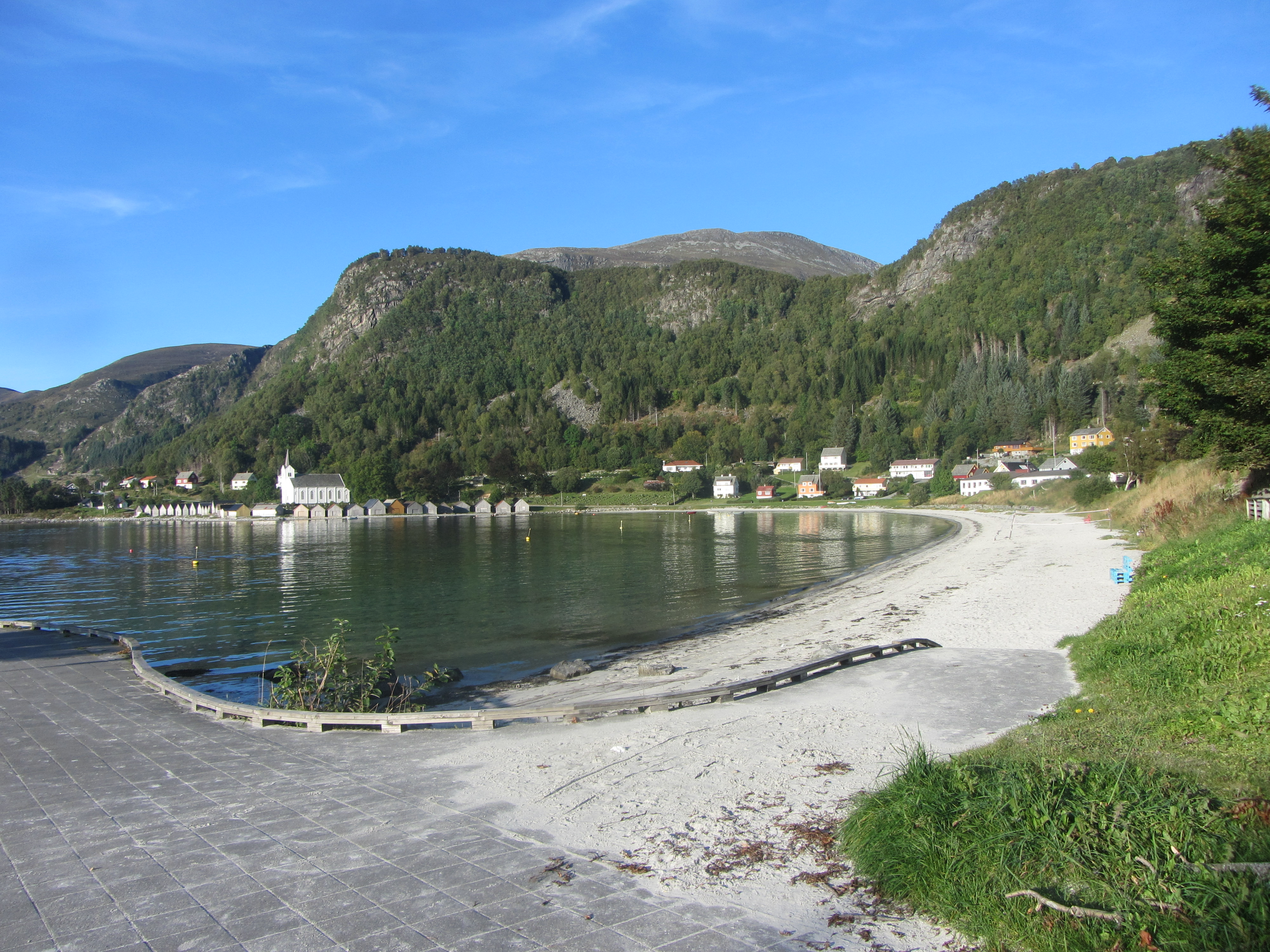
Sandstrand und Kirche von Selje auf Stadlandet
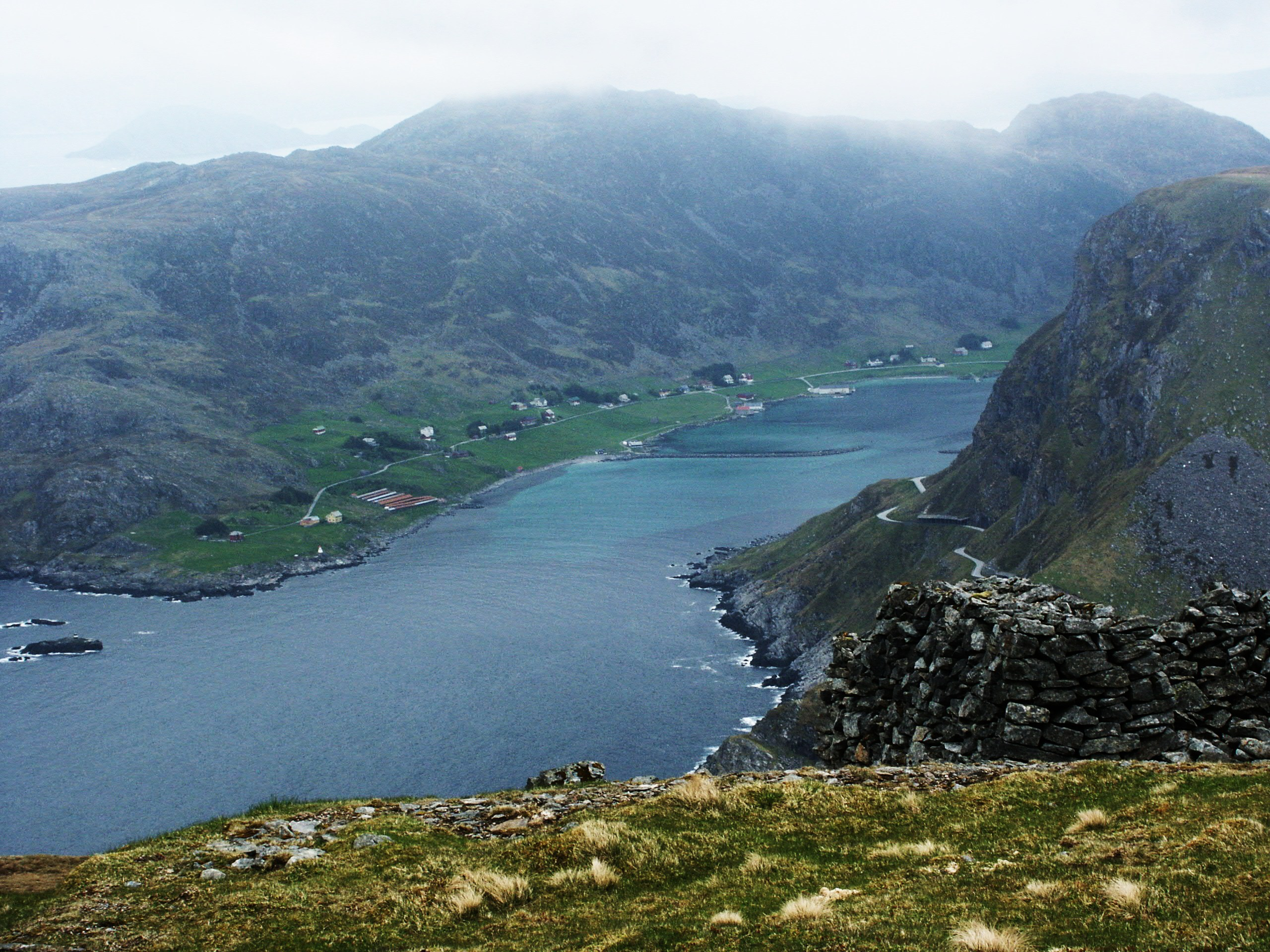
Der Honningsvåg-Fjord
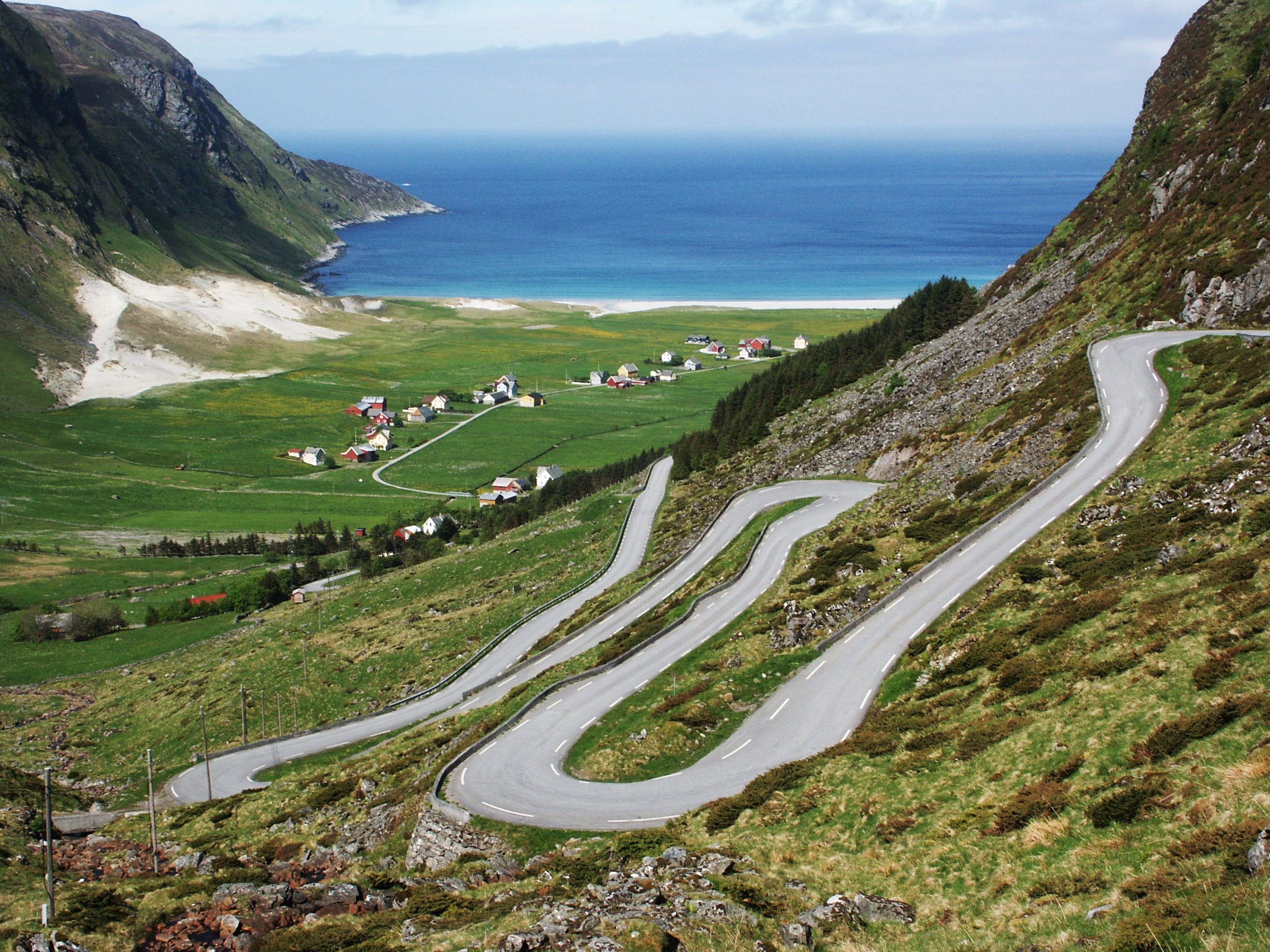
Das Dorf Hoddevik
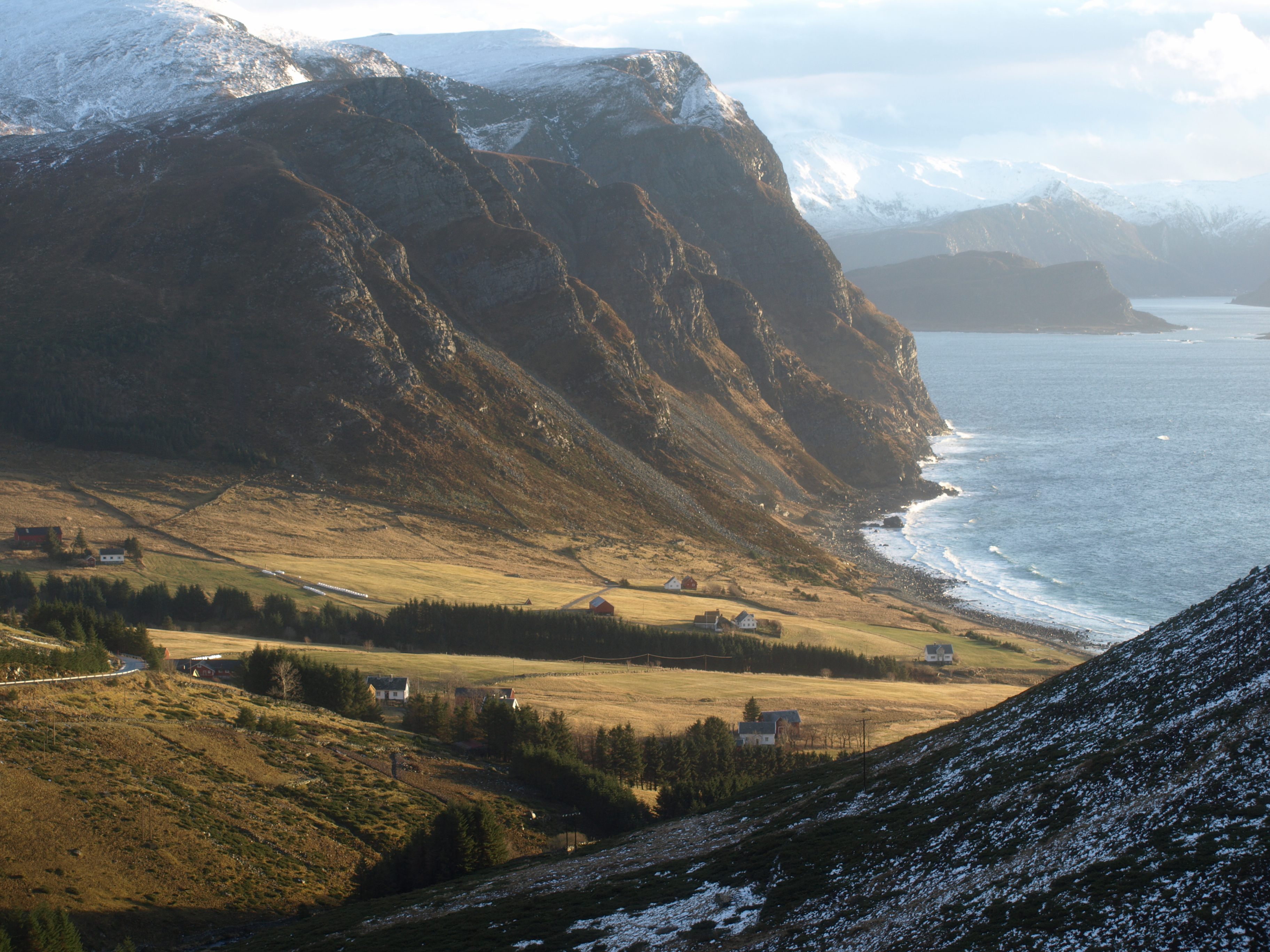
Die Siedlung Drage
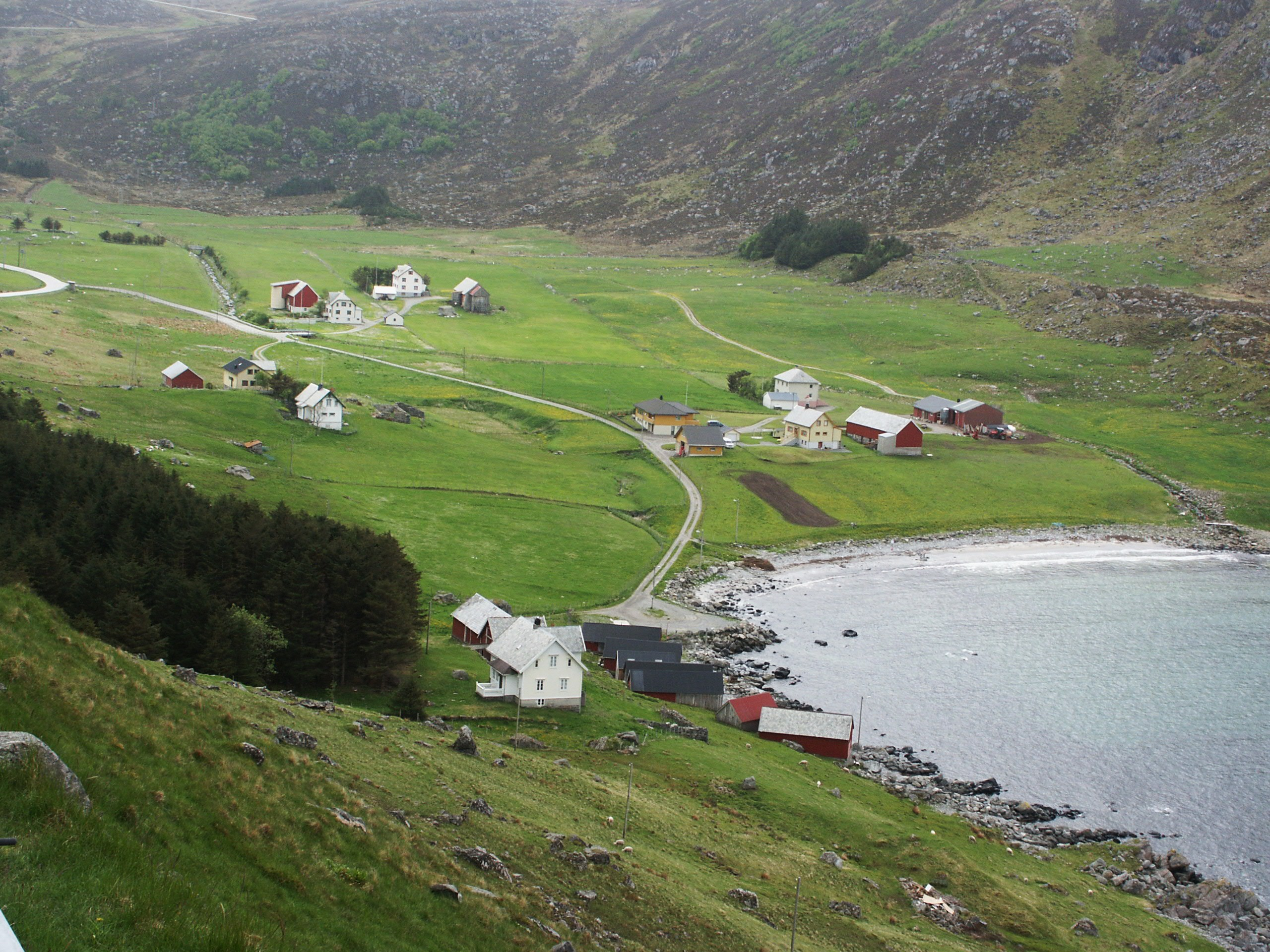
Die Siedlung Årvik
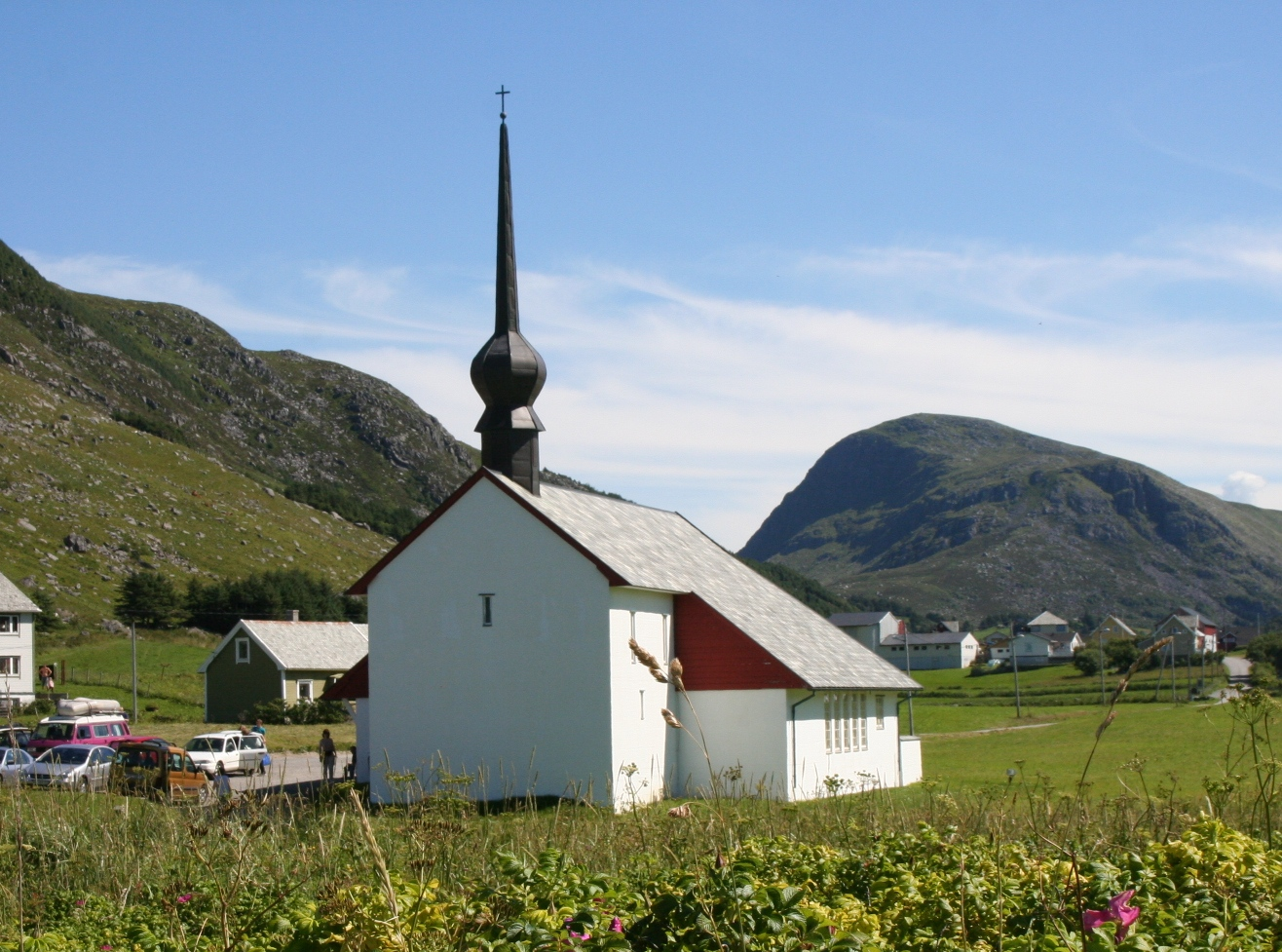
Die Kapelle von Ervik
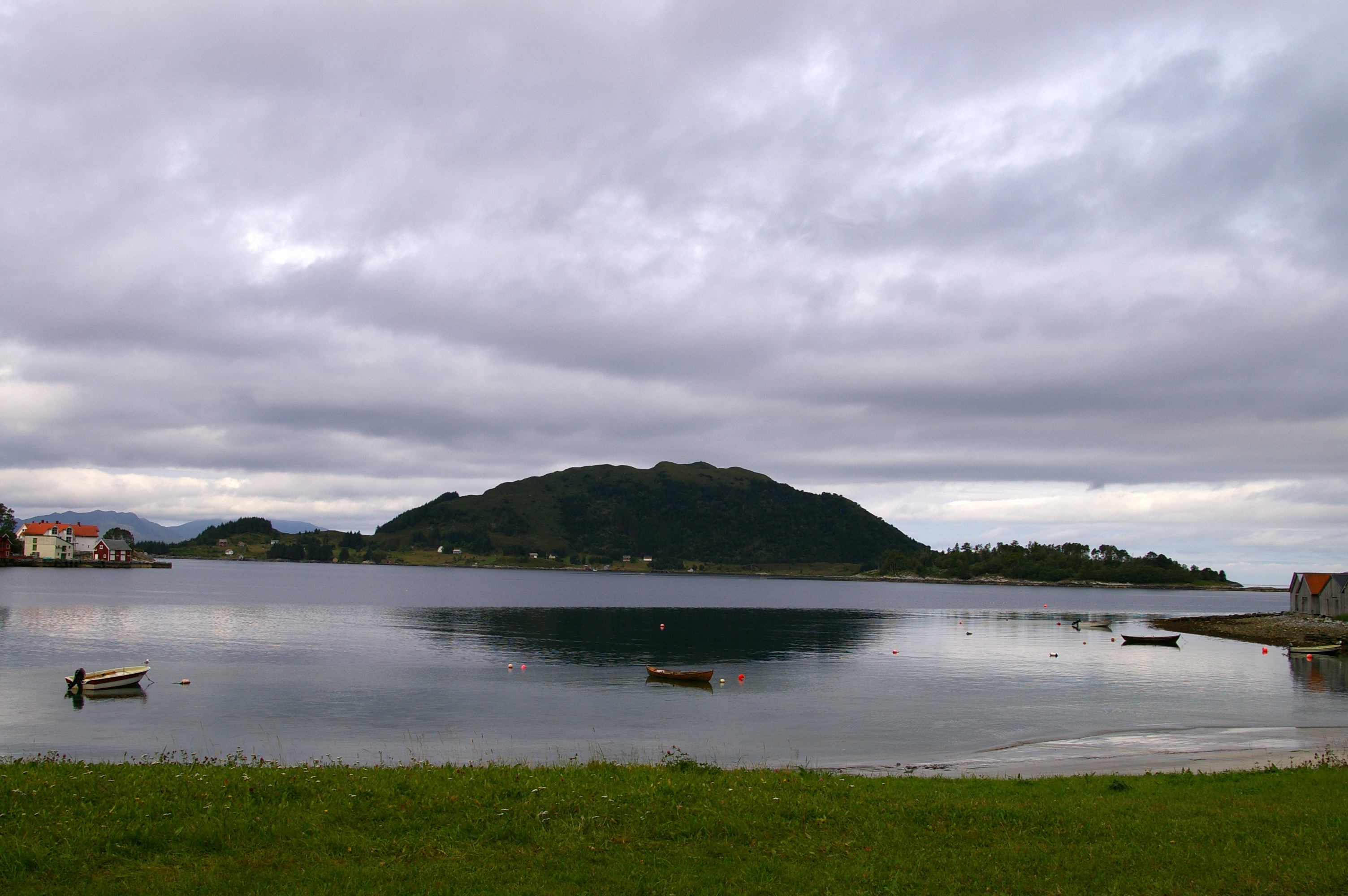
Die Insel Selja von Osten
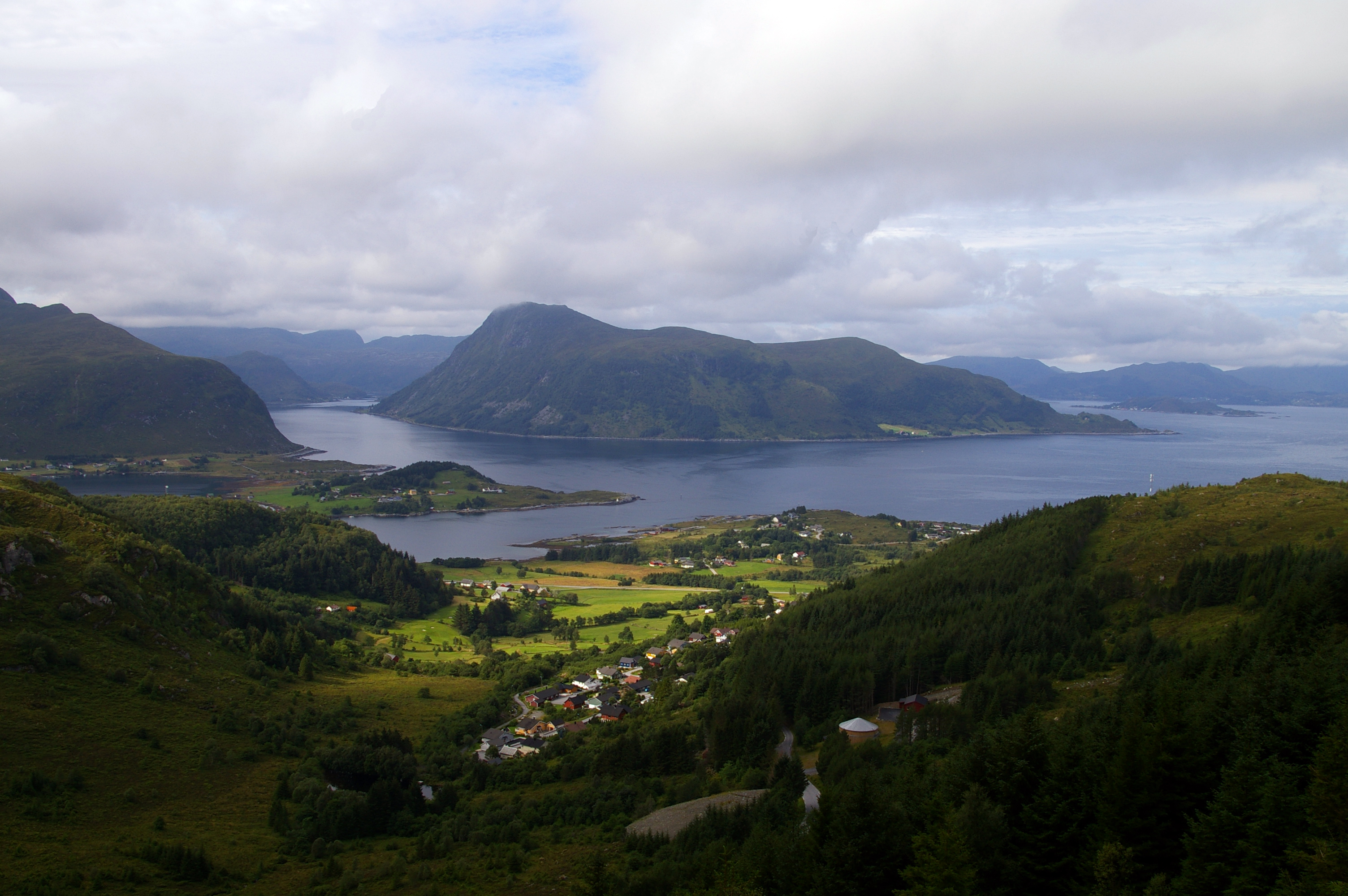
Die Insel Barmøya
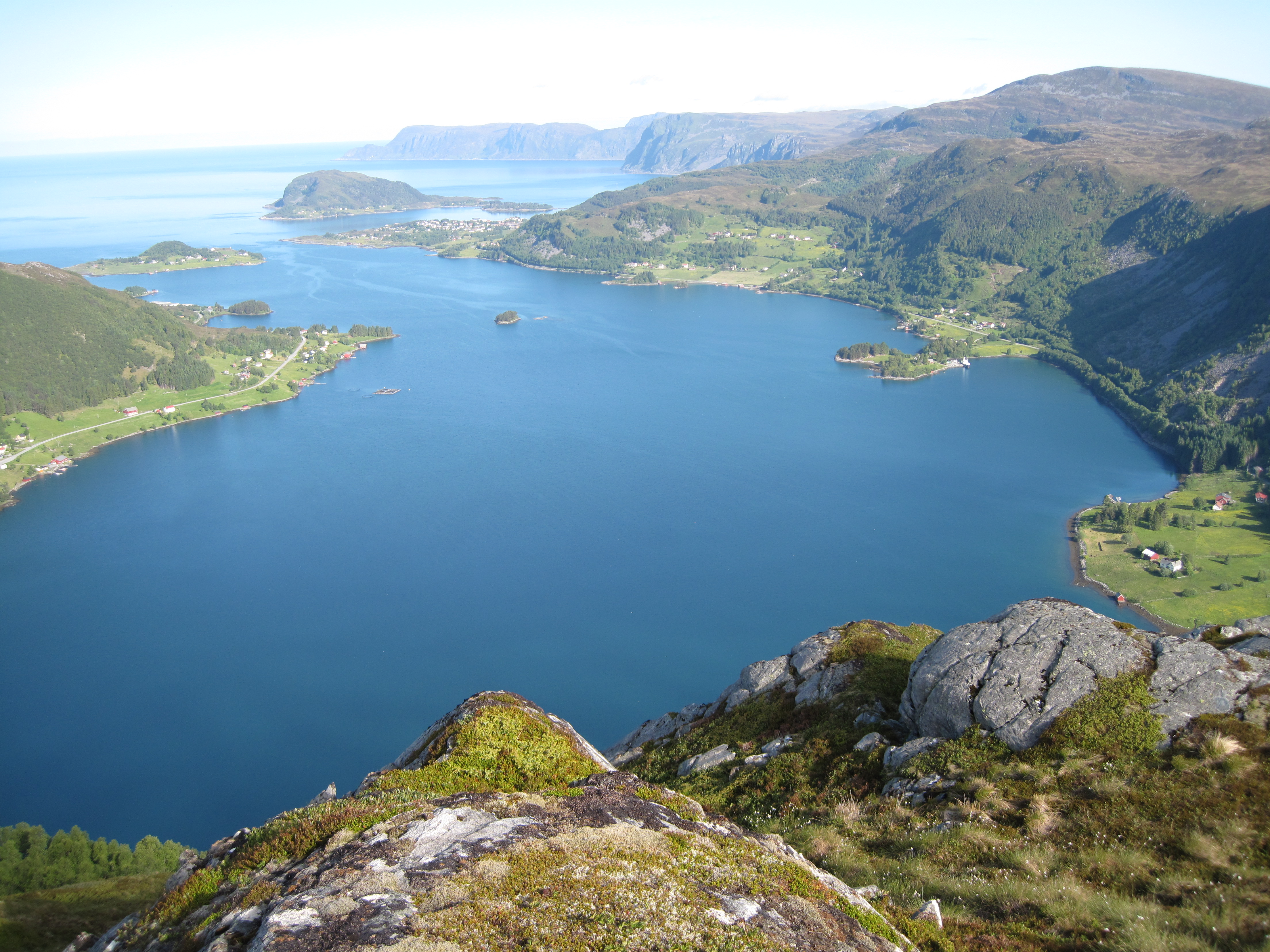
Der Moldefjord, die Insel Selja (Bildmitte oben) und Stadlandet (rechts und hinten)

Die wichtigsten Sehenswürdigkeiten auf dem Gebiet der Gemeinde befanden sich auf der Insel Selja, etwa 15 Minuten mit dem Motorboot über den dort rund 1000 m breiten Hovsund westlich des Hauptorts Selje:
- die Ruinen des Klosters Selje im Nordwesten
- die Ruine der Sunniva-Kirche in der Nähe des Klosters
- die Höhle der Hlg. Sunniva mit den Resten der Mikaelskirche, der ersten Kirch auf der Insel
- mehrere Wikinger-Grabstätten und die Reste eines Langhauses aus der Eisenzeit wurden im Süden der Insel gefunden.

In Ervik, am Nordwestende von Stadlandet, steht eine dem Gedenken der Sanct Svithun-Toten gewidmete Kirche; das Schiff wurde am 30. September 1943 unweit westlich von Ervik von Jagdbombern der Royal Canadian Air Force angegriffen und dann brennend auf die Klippen des Kobbeholmen etwa 1,5 km nordwestlich von Ervik gesetzt. Etwa 45 norwegische Zivilisten und zwölf deutsche Soldaten verloren ihr Leben.
Der 500 m lange Sandstrand bei Ervik eignet sich zum Wellenreiten.